# Myosotis discolor
Myosotis discolor é uma espécie de planta com flor pertencente à família Boraginaceae. 
A autoridade científica da espécie é Pers. ex Murray, tendo sido publicada em Systema Vegetabilium. Editio decima quinta 190. 1797 (1798).

## Portugal
Trata-se de uma espécie presente no território português, nomeadamente os seguintes táxones infraespecíficos:
- Myosotis discolor subsp. canariensis - presente no Arquipélago da Madeira. Em termos de naturalidade é nativa da região atrás referida. Não se encontra protegida por legislação portuguesa ou da Comunidade Europeia.
- Myosotis discolor subsp. discolor - presente em Portugal Continental e no Arquipélago dos Açores. Em termos de naturalidade é nativa de Portugal Continental e introduzida no Arquipélago dos Açores. Não se encontra protegida por legislação portuguesa ou da Comunidade Europeia.
- Myosotis discolor subsp. dubia - presente em Portugal Continental e no Arquipélago dos Açores. Em termos de naturalidade é nativa de Portugal Continental e introduzida no Arquipélago dos Açores. Não se encontra protegida por legislação portuguesa ou da Comunidade Europeia.